# Шанхай мастърс
Трофеят на Шанхай (на английски: Shanghai Masters) е професионално състезание по снукър. Състезанието е проведено за пръв път през спортния сезон 2007/2008. Поради огромния интерес Световната асоциация организира втори ранкинг турнир в Китай, като домакин е именно Шанхай.
Турнирът се провежда в началото на снукър сезона и за 2007 г. наградният фонд възлиза на £250 000, като победителя за това първо издание Доминик Дейл спечели £48 000. Тогава финалът бе изцяло уелски като съперник на Дейл бе Райън Дей.
През 2008 г. турнирът се състои между 29 септември и 5 октомври и е спечелен от квалификанта Рики Уолдън. Той побеждава във финалния мач действащия световен шампион Рони О'Съливан с 10 - 8 фрейма. За Рики Уолдън това е първи спечелен турнир от световната ранглиста.
През 2009 г. срещите от третото издание на Шанхай мастърс се провежда в периода 7 до 13 септември. Състезанието е спечелено от Рони О'Съливан, надвил квалификанта Лян Уънбо с 10 - 5 фрейма във финала. Това бе 23-та ранкинг титла за О'Съливан и първи финал в турнир от този ранг за китаеца Уънбо.

## Победител
| Година                 | Победител        | Опонент          | Резултат         | Сезон            |
| Shanghai Masters       | Shanghai Masters | Shanghai Masters | Shanghai Masters | Shanghai Masters |
| ---------------------- | ---------------- | ---------------- | ---------------- | ---------------- |
| 2007                   | Доминик Дейл     | Райън Дей        | 10 – 6           | 2007/08          |
| Roewe Shanghai Masters |                  |                  |                  |                  |
| 2008                   | Рики Уолдън      | Рони О'Съливан   | 10 – 8           | 2008/09          |
| 2009                   | Рони О'Съливан   | Лян Уънбо        | 10 – 5           | 2009/10          |

| Портал | В Портал Снукър можете да намерите още много страници за снукър. |